# سكوت فنسنت
سكوت فنسنت (بالإنجليزية: Scott Vincent)‏ هو لاعب غولف زيمبابوي، ولد في 20 مايو 1992.

## وصلات خارجية
- سكوت فنسنت على موقع رابطة لاعبي الغولف المحترفين (الإنجليزية)
- سكوت فنسنت على موقع رابطة أوروبا للاعبي الغولف المحترفين (الإنجليزية)
- سكوت فنسنت على موقع رابطة اليابان للاعبي الغولف المحترفين (الإنجليزية)
- سكوت فنسنت على موقع التصنيف العالمي الرسمي للغولف (الإنجليزية)
- سكوت فنسنت على موقع اللجنة الأولمبية الدولية (الإنجليزية)
- سكوت فنسنت على موقع أوليمبيديا (الإنجليزية)